# مارغريت بريتون فان
مارغريت بريتون فان (بالإنجليزية: Margaret Britton Vaughn)‏ (1938، مورفريسبورو في الولايات المتحدة)؛ كاتِبة وشاعرة أمريكية.